# 디지털 성범죄
| |
| 형법 刑法 |
| 형법학 · 범죄 · 형벌 죄형법정주의 |
| 범죄론 |
| 구성요건 · 실행행위 · 부작위범 간접정범 · 미수범 · 기수범 · 중지범 불능범 · 상당인과관계 고의 · 고의범 · 착오 과실 · 과실범 공범 · 정범 · 공동정범 공모공동정범 · 교사범 · 방조범 |
| 항변 |
| 위법성조각사유 · 위법성 · 책임 · 책임주의 책임능력 · 심신상실 · 심신미약 · 정당행위 · 정당방위 · 긴급피난 · 오상방위 · 과잉방위 · 강요된 행위                                     |
| 죄수 |
| 상상적 경합 · 연속범 · 병합죄 |
| 형벌론 |
| 사형 · 징역 · 금고 벌금 · 구류 · 과료 · 몰수 법정형 · 처단형 · 선고형 자수 · 작량감경 · 집행유예                                                                                  |
| 대인범죄 |
| 폭행죄 · 상해치사죄 · 절도죄 |
| 성범죄 · 성매매알선 · 강간죄 |
| 유괴 · 과실치사상죄 · 살인죄 |
| 대물범죄 |
| 손괴죄 · 방화죄 |
| 절도죄 · 강도죄 · 사기죄 |
| 사법절차 방해죄 |
| 공무집행방해죄 · 뇌물죄 |
| 위증죄 · 배임죄 |
| 미완의 범죄 |
| 시도 · 모의 · 공모 |
| 형법적 항변 |
| 자동증, 음주 & 착오 |
| 정신 이상 · 한정책임능력 |
| 강박 · 필요 |
| 도발 · 정당방위 |
| 다른 7법 영역 |
| 헌법 · 민법 · 형법 |
| 민사소송법 · 형사소송법 · 행정법 |
| 포털: 법 · 법철학 · 형사정책 |
| v • d • e • h |

디지털 성범죄(디지털 性犯罪, Digital Sexual Crime)는 디지털 기기 및 정보통신기술을 매개로 온 · 오프라인 상에서 발생하는 성범죄를 가리킨다. 유의어로 사이버, 혹은 온라인 성폭력이라고도 하지만, 이는 통신 환경을 기반으로 한 정의이기에 인터넷을 통해 이루어지는 유포, 참여, 소비만을 규정하는 한계가 있다.

## 유형별 관련 법령
한국여성인권진흥원 및 서울시여성가족재단에 따르면 디지털 성범죄에 관련되어 적용되는 법령은 다음과 같다.
| 유형                       | 유형                    | 예시                                                                                              | 적용 법률 |
| -------------------------- | ----------------------- | ------------------------------------------------------------------------------------------------- | --- |
| 촬영물 이용 성폭력         | 불법 촬영               | 1. 치마 속, 뒷모습, 전신, 얼굴, 나체 등. 2. 용변보는 행위, 성행위                                 | - 성폭력처벌법 제14조 1항 |
| 촬영물 이용 성폭력         | 비동의 유포, 재유포     | 1. 웹하드, 포르노 사이트, SNS 등에 업로드 2.단톡방에 유포                                         | - 성폭력처벌법 제14조 1항 - 성폭력처벌법 제14조 2항 - 성폭력처벌법 제14조 3항 - 정보통신망법 제44조의 7(재유포) |
| 촬영물 이용 성폭력         | 유통, 공유              | 1. 웹하드, 포르노 사이트, SNS 등의 사업자 및 이용자                                               | - 정보통신망법 제42조 - 정보통신망법 제44조의 7 - 아동 청소년 성보호에 관한 법률 제17조 - 전기통신사업법 제22조의 3 - 전기통신사업법 제92조 - 전기통신사업법 제104조                                                                 |
| 촬영물 이용 성폭력         | 유포협박                | 1. 가족, 지인에게 유포하겠다는 협박 2. 이별 후 재회를 요구하며 협박 3. 유포 협박으로 금전 요구 등 | - 형법 제30장 협박의 죄 - 성폭력범죄의 처벌 등에 관한 특례법 제14조의3(촬영물 등을 이용한 협박•강요) |
| 촬영물 이용 성폭력         | 불안피해                | 성적촬영물이 몰래 촬영, 유포되었을 가능성 때문에 불안감과 공포를 느끼는 피해                      | - |
| 사진 합성 (딥 페이크)      | 사진 합성 (딥 페이크)   | -                                                                                                 | - 성폭력범죄의 처벌 등에 관한 법률 제14조의2(허위영상물 등의 반포등) - 정보통신망 이용촉진 및 정보보호 등에 관한 법률 제70조(벌칙) - 정보통신망 이용촉진 및 정보보호 등에 관한 법률 제74조(벌칙) - 아동ㆍ청소년의 성보호에 관한 법률 |
| 사이버 공간 내 성적 괴롭힘 | 명예훼손, 모욕          | -                                                                                                 | - 정보통신망 이용촉진 및 정보보호 등에 관한 법률 제70조(벌칙) 및 제74조(벌칙) - 형법 명예훼손죄 제310조 형법 모욕죄 제311조 |
| 사이버 공간 내 성적 괴롭힘 | 사이버 성폭력 및 성희롱 | -                                                                                                 | - 성폭력범죄의 처벌 등에 관한 특례법 제13조 - 아동ㆍ청소년의 성보호에 관한 법률 |
| 디지털 그루밍              | 디지털 그루밍           | 가해자가 다양한 통제 및 조종 기술로써 피해자를 길들여 성폭력을 용이하게 하거나 은폐하는 행위.     | - 성폭력범죄의 처벌 등에 관한 특례법 - 아동ㆍ청소년의 성보호에 관한 법률 |

## 같이 보기
- 성범죄
- 사이버스토킹
- 리벤지 포르노
- 디지털 피핑톰
- 딥페이크
- 디지털 성범죄 아웃
- 소라넷
- 양진호
- 불법촬영 편파수사 규탄시위
- 버닝썬 게이트
- 웰컴투비디오 사건
- n번방 사건